# هيلين جيروم إيدي
هيلين جيروم إيدي (بالإنجليزية: Helen Jerome Eddy)‏ هي ممثلة أمريكية، ولدت في 25 فبراير 1897 في نيويورك في الولايات المتحدة، وتوفيت في 27 يناير 1990 في ألهامبرا في الولايات المتحدة.

## وصلات خارجية
- هيلين جيروم إيدي على موقع IMDb (الإنجليزية)
- هيلين جيروم إيدي على موقع أول موفي (الإنجليزية)
- هيلين جيروم إيدي على موقع قاعدة بيانات الأفلام السويدية (السويدية)
- هيلين جيروم إيدي على موقع قاعدة بيانات الفيلم (الإنجليزية)